# Oromia
Ne doit pas être confondu avec Oromia (zone).
La région d'Oromia (amharique : ኦሮሚያ ክልል;  afaan oromo : Oromiyaa) est, depuis 1995, l'une des 11 régions administratives de l'Éthiopie.

## Géographie
D'une superficie de 353 632 km2, son territoire s'étend de l'est au sud-ouest du pays. Il s’agit de la région administrative la plus étendue du pays, ainsi que la plus peuplée. L'Oromia inclut tout ou partie des anciennes provinces de Balé, Hararghe, Illubabor, Kaffa, Choa et Welega. Sa capitale est Addis-Abeba, après avoir été pendant quelques années déplacée à Adama (aussi connue sous son ancien nom de Nazareth, ou Nazret). D'autres villes d'importance sont Debre Zeit, Dembidolo, Jimma, Nekemte et Shashamané.

## Subdivisions
La région d'Oromia est subdivisée en une vingtaine de zones dont les plus anciennes sont listées ci-dessous, puis en woredas (districts).
- Adama (zone spéciale)
- Arsi
- Bale
- Borena
- Misraq Hararghe (Est Hararghe)
- Misraq Shewa (Est Shewa)
- Misraq Welega (Est Welega)
- Guji
- Horo Guduru Welega
- Illubabor
- Jimma
- Jimma (zone spéciale)
- Kelam Welega
- Semien Shewa (Nord Shewa)
- Oromia-Finfinnee (zone spéciale)
- Mirab Arsi (Ouest Arsi)
- Mirab Hararghe (Ouest Hararghe)
- Mirab Shewa (Ouest Shewa)
- Mirab Welega (Ouest Welega)
- Debub Mirab Shewa (Sud-Ouest Shewa)

D'autres zones sont créées plus récemment dans la région Oromia :
- Ouest Guji (détachée de Borena et Guji) ;
- Est Bale (détachée de Bale) ;
- Buno Bedele (détachée d'Illubabor).

## Démographie
La Central Statistics Agency (Agence éthiopienne des statistiques) estime sa population à 26 553 000 habitants. De ceux-ci, 86,7 % habitent une zone rurale. La densité de population se situe à 75,22 hab./km2. On estime que 44,3 % des habitants de l'Oromie sont musulmans, 41,3 % sont chrétiens et le reste adhère à une religion traditionnelle. Les groupes ethniques d'importance sont les Oromos (85 %), les Amharas (9,1 %) et les Gurages (1,3 %). L'oromo, langue officielle écrite avec l'alphabet latin, est la langue maternelle de 83,5 % de la population. L'amharique, langue officielle de l'Éthiopie, représente 11 %.

### Principales villes
| Ville        | Zone           | habitants (estimation 2005/2007) |
| ------------ | -------------- | -------------------------------- |
| Adama        | Misraq Shewa   | 239 525                          |
| Jimma        | Jimma          | 159 009                          |
| Debre Zeit   | Misraq Shewa   | 131 159                          |
| Shashamané   | Misraq Shewa   | 97 598                           |
| Assella      | Arsi           | 84 645                           |
| Nekemte      | Misraq Welega  | 84 506                           |
| Ambo         | Mirab Shewa    | 61 900                           |
| Asebe Teferi | Mirab Hararghe | 56 900                           |
| Goba         | Bale           | 50 650                           |
| Mojo         | Misraq Shewa   | 49 521                           |
| Sebeta       | Mirab Shewa    | 49 331                           |
| Robe         | Bale           | 44 382                           |
| Ziway        | Mirab Shewa    | 43 660                           |
| Negele Arsi  | Mirab Shewa    | 42 054                           |
| Waliso       | Mirab Shewa    | 37 878                           |
| Meki         | Misraq Shewa   | 36 597                           |
| Negele Boran | Borena         | 35 264                           |
| Dembidolo    | Mirab Welega   | 35 065                           |
| Metou        | Illubabor      | 34 547                           |
| Gimbi        | Mirab Welega   | 30 981                           |